# Cafelândia (Paraná)
Cafelândia is een gemeente in de Braziliaanse deelstaat Paraná. De gemeente telt 14.034 inwoners (schatting 2009).

## Aangrenzende gemeenten
De gemeente grenst aan Cascavel, Corbélia, Nova Aurora en Tupãssi.